# 雅悠圳
雅悠圳是一條位於臺灣苗栗縣大湖鄉大窩地區的古圳道，1897年由陳啟明開闢。以鑿山引水的方式開鑿「穿窿圳」。因陳啟明的妻子潘也欲（泰雅族名為Yayud）在修築期間致力於客家人與泰雅族人的協調幫忙，該圳道被命名為「雅悠圳」。

## 歷史
陳啟明是當地的商人，不但通曉原住民語，且詳知原住民部落事務，並廣為原住民所知。1872年5月25日，陳啟明娶泰雅族潘也欲（泰雅族名為Yayud，雅優．猶玠）為妾。雅優自與陳啟明結為夫妻後，就協助陳啟明處理許多與原住民相關的事務。原先水頭寮在陳啟明開墾時，仍是埔地，一度被清代撫墾局強迫收回，劃歸為「廣泰成」開墾。但「廣泰成」當時並未積極開墾水頭寮。1897年起，陳啟明開始投資開闢水圳，希望早日墾成水田。
陳啟明見住處附近的大窩溪溪水清淨，有鱸鰻、馬口魚等許多臺灣原生魚種，溪水長年有水且水位落差大，便出資開鑿。但大窩溪原屬於隘勇線外的原住民生活區域，因此，陳啟明開闢水圳時，不時有被原住民破壞的情況發生。每當有衝突發生，雅優便會出面協調。整個大窩地區開鑿岩石圳窿多處，例如阿缺潭附近取水口的圳窿曾多次受破壞，也是雅優出面協調。陳啟明一家為了分辨各圳窿，便將大窩溪水頭寮上圳的圳窿稱為「雅優圳窿」（雅悠圳）。大窩溪水出了雅悠圳後，水流經水頭寮上圳，灌溉水頭寮梯田「三坵仔」（客語）和水頭寮的稻田。

## 影響
2019年「浪漫臺三線藝術季」中，苗栗大窩地區舉行「大窩穿龍圳地景藝術節」，由長期推動林業與自然保育工作的彭宏源帶領民眾探索「雅優圳」。
2021年8月1日全國原住民族日，客家委員會以原客共築的雅悠圳為背景，拍攝客家向原住民族致敬的宣傳短片。7月31日客委會邀請客家後人重回雅悠圳，與客委會主任委員楊長鎮及原住民族委員會副主任委員林碧霞共同為「雅悠圳」紀念碑石揭幕。當日亦有泰雅族樂手梁玉水（多乃）演出泰雅古調，以及賴仁政演唱客家山歌《雅悠圳頌》，並由榮安部落長老游漢章、南灣部落長老陳欽亮主持祭祖靈儀式。